# Orobophana uberta
Orobophana uberta är en snäckart som beskrevs av Gould 1847. Orobophana uberta ingår i släktet Orobophana och familjen Helicinidae.

## Underarter
Arten delas in i följande underarter:
- O. u. beta
- O. u. borealis
- O. u. bryani
- O. u. exanima
- O. u. hibrida
- O. u. lymaniana
- O. u. magdalenae
- O. u. makuaensis
- O. u. nuuanuensis
- O. u. percitrea
- O. u. subtenuis
- O. u. uberta
- O. u. wilderi